# کاترین واینر
کاترین واینر (انگلیسی: Katharine Viner؛ زادهٔ january ۱۹۷۱ (۵۴ سال)) روزنامه‌نگار و نمایشنامه‌نویس بریتانیایی است. او اولین سردبیر زن در گاردین است که در اول ژوئن ۲۰۱۵ به جای الن راسبریجر شد. واینر پیش از این که برای سمت سردبیری انتخاب شود، ریاست عملیات وب گاردین در استرالیا و ایالات متحده را بر عهده داشت.

## دوران جوانی و تحصیلات
کاترین واینر در یورک‌شر بزرگ شد، واینر دختر یک خانواده معلم بود، پدربزرگش، ویک واینر دریانوردی توانمندی بود که در تخلیه دانکرک شرکت داشت. واینر در مدرسه گرامر ریپون به تحصیل پرداخت، او در نوجوانی به جوانان کمپین خلع سلاح هسته‌ای و جنبش ضد آپارتاید پیوست، اگرچه نزدیک‌ترین گروه‌ها در ۲۵ مایلی محل اقامت او فعالیت داشتند با اینحال مجله فمینیستی اسپیر ریب را مطالعه می‌کرد. اولین مقاله او در سال ۱۹۸۷ زمانی که همچنان در مدرسه بود در روزنامه گاردین منتشر شد، پایان امتحانات دوره اول دبیرستان در بریتانیا را با کسب گواهی عمومی گذراندن آموزش ثانویه سپری کرد(GCSE). او نوشت: «به نظر نمی‌رسد که پنج سال دانش را در دو ساعت و نیم جمع کنیم، سیستم منصفانه‌ای باشد». در حدود سال ۱۹۸۸، واینر یک دوره تجربه کاری با روزنامه محلی ریپون گازت را داشت.
پس از گذراندن دوره متوسطه واینر به تحصیل رشته انگلیسی در کالج پمبروک، آکسفورد پرداخت. درست قبل از امتحان نهایی، واینر در مسابقه‌ای که توسط صفحه زنان گاردین راه‌اندازی شده بود، برنده شد و لوئیز جون سردبیر زنان گاردین در آن زمان، به واینر توصیه کرد که حرفه روزنامه‌نگاری را دنبال کند. او در سال ۲۰۰۵ گفت: «من صادقانه فکر می‌کردم که حرفه روزنامه‌نگاری کار من نیست، فکر می‌کردم این کار متعلق به مردان کت و شلوار پوش در لندن است.» واینر در دوران ۲۰ سالگی بیشتر تعطیلات خود را در خاورمیانه گذراند، او به کشورهای لبنان، سوریه، اسرائیل، کرانه باختری رود اردن و جاهای دیگر که به آن علاقه داشت سفر کرد.

## فعالیت حرفه‌ای
واینر برای کسب تجربه کاری، به مجله کاسموپولیتن که یک مجله ماهانه زنانه بود پیوست. موقعیت او در این مجله تثبت شد و ابتدا دستیار ویژه، سپس سردبیر اخبار و مشاغل شد؛ پیش از آن، او در یک رقابت دانشجویی که شامل ارسال مقاله به مجله بود برنده شد. سپس به مدت سه سال در ساندی تایمز، به عنوان ویراستار و نویسنده این مجله کار کرد. واینر در سال ۱۹۹۷ به گاردین پیوست. پس از مدتی کار در صفحه زنان، سردبیر ضمیمه شنبه آخر هفته‌ها در سال ۱۹۹۸ شد. او در ۲۰۰۶ سردبیر ویژه مجله و در سال ۲۰۰۸ معاون سردبیر گاردین که در آنزمان ایان کاتز بود شد، واینر نسخه شنبه گاردین را از سال ۲۰۰۸ تا ۲۰۱۲ ویرایش می‌کرد.
لورا اسلاوتری پس از بررسی حرفه واینر تا مارس ۲۰۱۵ در آیریش تایمز خاطرنشان کرد که او «تقریباً همواره شخصی بوده که هر سفارشی را انجام می‌داد، [به جای] ارائه خط فرعی». چندین قطعه گاردین توسط واینر در این دوره منتشر شد، در گلچینی از آرشیو گاردین با عنوان زنان انقلاب: چهل سال فمینیسم (۲۰۱۰)، ویرایش شده توسط (کیرا کاکرین) تجدید چاپ شده‌است.

## استرالیا و نیویورک
در ژانویه ۲۰۱۳، واینر برای نظارت بر نسخه دیجیتالی جدید گاردین به سیدنی، استرالیا نقل مکان کرد، این سرمایه‌گذاری در مه ۲۰۱۳ راه اندازی شد.
واینر در اکتبر ۲۰۱۳ سخنرانی آن اسمیت درزمینه روزنامه‌نگاری در دانشگاه ملبورن را درج کرد. دی گوتن پلن خبرنگار لندنی مجله آمریکن نیشن، در مارس ۲۰۱۵نوشت که :هیچ‌کس در دو سوی اقیانوس اطلس وجود ندارد که به اندازه واینر در مورد رابطه بین خوانندگان، فناوری و آینده روزنامه‌نگاری فکر کرده باشد، گوتن پلن کاملاً نسبت به اشتیاقی که در چاپ این اثر توسط واینر صورت گرفت و نظرش این بود تا به رسانه‌های دیجیتال منتقل می‌شد قانع نشده‌است، اما با اظهار نظر در مورد سخنرانی او در استرالیا در سال ۲۰۱۳، می‌نویسد که استدلال‌های او برای اهمیت مشارکت خواننده و گزارش پایدار و اصلی اطلاعاتی که کسی در جایی می‌خواهد مخفی نگه دارد قانع‌کننده است.
در تابستان ۲۰۱۴ واینر به شهر نیویورک نقل مکان کرد و به جای جانین گیبسون رئیس جدید وب سایت آمریکایی گاردین شد و در عین حال معاون سردبیر گاردین نیوز و رسانه هم بود. زمانی که واینر در نیویورک مستقر بود، پوشش گاردین آمریکا را از طیف محدودی از موضوعات به حوزه‌هایی مانند هنر و ورزش گسترش داد. او همچنین کارکنان ایالات متحده آمریکا را افزایش داد.

## مواضع سیاسی
در ۲۰۰۲، واینر از حمله برنامه‌ریزی شده به عراق انتقاد کرد و نوشت که جورج دابلیو. بوش "افغانستان را بمباران کرد تا زنان را از چادرهایشان آزاد کند (یا به قول خودش، "زنان پوشش" را آزاد کند) و همسرش لورا را فرستاد تا بگوید چگونه افغان‌ها را به خاطر استفاده از لاک زدن به ناخن شکنجه می‌کنند.
واینر از مخالفان برگزیت بود. او نوشت: «در پایان کارزاری که ماه‌ها بر اخبار تسلط داشت، ناگهان آشکار شد که طرف برنده هیچ برنامه‌ای برای چگونگی یا زمان خروج بریتانیا از اتحادیه اروپا را ندارد – این درحالی بود که ادعاهای فریبنده کمپین خروج بریتانیا از اتحادیه اروپا، آن را به پیروزی می‌رساند. ناگهان فرو ریخت.»

## سردبیر روزنامه گاردین

### منصوب شدن
در مارس ۲۰۱۵، واینر در رای‌گیری اعضای تحریریه گاردین و آبزرور به‌عنوان اینکه جانشین مورد علاقه الن راسبریجر سردبیر گاردین شود اکثریت آرا را کسب نمود. واینر ۵۳درصد از آرای ۹۴۶ کارمند شرکت‌کننده را دریافت نمود و بنابراین برای انتخابات در فهرست نهایی قرار گرفت. معاون سردبیر و رقیب سابق، ایان کاتز (ویراستار برنامه تلویزیونی نیوز نایت بی‌بی‌سی از سال ۲۰۱۳)، نیز در فهرست نهایی دو نفره بود.
واینر در ۲۰ مارس ۲۰۱۵ به سردبیری گاردین منصوب شد، او اولین زنی بود که در تاریخچه ۱۹۴ ساله این روزنامه سردبیر گاردین شد، و پست جدید خود را از اول ژوئن ۲۰۱۵ بر عهده گرفت. او قصد دارد سازمان رسانه‌ای را به جایگاهی برای جاه طلبانه‌ترین روزنامه‌نگارها، ایده‌ها و رویدادها تبدیل کند تا بتواند به خوانندگان در سراسر جهان دسترسی پیدا کند.
مایکل ولف، نویسنده و ستون‌نویس سابق گاردین پیشنهاد کرده‌است که یکی دیگر از رقبای واینر برای جانشینی راسبریجر، جانین گیبسون شود، زیرا به دلیل نگرانی داخلی که در مورد تأثیر افشاگری‌های گاردین در خصوص ادوارد اسنودن به‌وجود آمده بود، انعکاس اسنودن توسط گیبسون در نیویورک باعث شد تا گاردین متضرر شود. وولف گفت که گیبسون خودش را با اسنودن همسو می‌کند و وعده‌های مشابهی را می‌دهد، در حالی که واینر قاطعانه در برابر گیبسون ایستاد و به یک معنا علیه اسنودن قرار گرفت. پیتر ویلبی، که در نیو استیتسمن می‌نویسد، توضیح متفاوتی را منعکس کرد: واینر شخصیتی جذاب تر، فراگیرتر و کمتر تهدید آمیزتر از جانی گیبسون است، و از آغاز مورد علاقه بوکی‌ها و راسبریجر بود.

### تحولات بعدی
در مارس ۲۰۱۶، دیوید پیمسل، مدیر اجرایی واینر و گروه رسانه‌ای گاردین، اقداماتی را برای کاهش هزینه‌ها اعلام کردند و این اقدام منجر به پیش‌بینی از دست دادن ۲۵۰ شغل می‌شد تا ضایعات هزینه‌های ناپایدار را کاهش دهد و به مرور در عرض سه سال از بین برود. ماه بعد، روزنامه تایمز تنش‌های داخلی در سازمان را گزارش کرد، زیرا رابرجر آماده می‌شد تا اطمینان زنده ماندن گاردین «تا ابد» را بدهد. طبق گزارش‌ها کارکنان، گسترش فعالیت‌های شرکت توسط رابرجر به عنوان مسئول تصمیماتی بود که واینر و پیمسل گرفته‌بوند، تلقی می‌شد. واینر و دیوید پیمسل با موفقیت مخالفت کردند که رابرجر به عنوان رئیس اسکات تراست با مسئولیت محدود انتخاب شود و لذا او از تصمیم خود برای تصدی این پست صرف نظر کرد.
درخواست از خوانندگان برای کمک‌های مالی موفقیت‌آمیز بوده‌است. واینر در ماه مه ۲۰۱۷ به فایننشال تایمز گفت: «اکنون تقریباً همان مقدار پولی را از عضویت و پرداخت به خوانندگان دریافت می‌کنیم که از تبلیغات دریافت می‌کنیم». در کاهش هزینه‌ها، درآمد خوانندگان از تبلیغات فراتر رفت و این گروه انتظار داشت به جای ادامه دادن به ضررهای سنگین، در سال ۲۰۱۸/۱۹، برای اولین بار از دهه ۱۹۸۰، به نتیجه برسد. از سال ۲۰۱۸، این رویکرد موفقیت‌آمیز تلقی شد که با بیش از ۱ میلیون اشتراک یا کمک مالی امیدوار بودند که این روزنامه تا آوریل ۲۰۱۹ به پایان برسد. متخصصان صنعت با مشورت فایننشال تایمز همچنان تردید داشتندکه آیا مدل اهدا و عضویت از نظر مالی در بلند مدت مقرون به صرفه است یا خیر.
در ماه مه ۲۰۲۱، روزنامه دیلی تلگراف گزارش داد که درگیری جدی بین وینر و مدیر اجرایی گروه رسانه‌ای گاردین آنت توماس در مورد امور مالی و مسیری که روزنامه باید در پیش بگیرد وجود داشت. سال قبل از آن گاردین ۱۸۰ شغل را کاهش داد. توماس پیش از این در یک کنفرانس صنعت رسانه گفته بود: «ما محتوای باکیفیت داریم… کار در دست این است که با تقویت عناصر رو به رشد کسب و کارمان، بیشتر پیش برویم.» واینر پس از نتایج مالی بهتر از احتمال ترسناک در سال ۲۰۲۰ خبر داد و خواهان سرمایه‌گذاری مجدد بود. در ۹ ژوئن ۲۰۲۱ اعلام شد که توماس در پایان ماه گروه رسانه ای گاردین را ترک خواهد کرد.

## سایر فعالیت‌ها
واینر علاوه بر روزنامه‌نگاری یک نمایشنامه‌نویس بود و نمایشنامه‌ای به نام ریچل کوری تدوین کرد شناخته می‌شود او در همکاری با بازیگر آلن ریکمن و براساس نوشته‌ها و ایمیل‌های ریچل کوری، که عضو آمریکایی جنبش اتحاد جهانی (ISM) بود و در طول انتفاضه الاقصی به عنوان یکی از فعالان این جنبش به نوار غزه رفت و با بولدوزر توسط نیروهای دفاعی اسرائیل در رفح، غزه کشته شد،این نمایشنامه را در ۲۰۰۳ نوشت. این نمایش اولین بار در سال ۲۰۰۵ در تئاتر رویال کورت اجرا شد.پس از مرگ ریکمن که بر اثر ابتلاء به سرطان، در ژانویه ۲۰۱۶ درگذشت، واینر نوشت که همکاری آنها در ابتدا دشوار بود، اما «در شب افتتاحیه هر کدام اعتراف کردیم که هیچ‌کدام بدون دیگری نمی‌توانستیم این کار را انجام دهیم».
واینر در سال ۲۰۰۴ داور جایزه اورنج برای داستان بود و به مدت ۱۳سال در هیئت مدیره تئاتر سلطنتی کورت حضور داشت.

## مواضع سیاسی
در سال ۲۰۰۲، واینر از تهاجم برنامه‌ریزی شده به عراق انتقاد کرد و نوشت که جورج دبلیو بوش "افغانستان را بمباران کرد تا زنان را از برقع‌هایشان آزاد کند (یا به قول خودش، "پوشش زنان " را آزاد کند) و همسرش لورا را فرستاد تا بگوید چگونه افغان‌ها را به خاطر استفاده از لاک ناخن شکنجه می‌کنند.
واینر همچنین مخالف برگزیت بود. او در سال ۲۰۱۶ نوشت: «در پایان کمپینی که ماه‌ها بر اخبار تسلط داشت، ناگهان آشکار شد که طرف برنده هیچ برنامه‌ای برای چگونگی و زمان خروج بریتانیا از اتحادیه اروپا ندارد» – و این در حالی بود که ادعاهای فریبنده اینکه مرخصی‌ها را به همراه خواهد داشت. بناگاه مبارزات پیروزی با شکست مواجه شد."

## زندگی شخصی
واینر با ادرین چیلیز، ستون‌نویس و پخش کننده گاردین که اکنون مفسر ورزشی در کانال آی‌تی‌وی است نسبت دارد.